# 2020. у здравству и медицини
Година 2020. обележена је пандемијом ковида 19 изазваног коронавирусом SARS-CoV-2.

## Пандемија ковида 19
- 29. јануар: због Пандемије ковида 19, кинеска власт ставила је целу метрополу Вухана под карантин (11 милиона становника) као и градове Хуанганг и Езоу.[1]
- 19. фебруар: тим истраживача са Универзитета у Тексасу у Аустину и Националног института за здравље објављују у часопису Science 3Д мапу молекуларне структуре SARS-CoV-2, одговорног за избијање болести коронавируса 19 која би требало да олакша развој вакцина и антивирусних лекова.[2]
- 9. март: Због наглог пораста заражених вирусом, Италија проглашава ванредне мере и ставља целу земљу под карантин.[3]
- 11. март: Светска здравствена организација проглашава пандемију ковида 19.[4]
- 15. март: 
  - Ванредно стање у Србији због пандемије ковида 19.
  - Шпанија проглашава карантин на целој територији Шпаније.
- 17. март: Француска проглашава карантин на целој територији Француске.
- 30. август: Број заражених у свету прелази 25 милиона и 842 000 смртних случајева.[5]
- 28. септембар: Светска здравствена организација обајљује број умрлих од вируса короне који прелази милион.[6]
- 16. децембар: У Србији регистрован укупно 282.601 потврђен случај.[7]

## Остали догађаји
- 10. март: „Пацијент из Лондона” је други пацијент у свету излечен од ХИВ-а.[8]
- 25. август: Светска здравствена организација објавила је да је Полиомијелитис искорењен из Африке.[9]
- 5. октобар: Додељена Нобелова награда за физиологију или медицину Харви Џ. Алтеру, Мајклу Хотону и Чарлсу М. Рајсу за откривање вируса хепатитиса Ц.[10]